# Bailliage de Blâmont
Le bailliage de Blâmont est une ancienne entité administrative du duché puis de la province de Lorraine, ayant existé de 1751 à 1790. Il avait pour chef-lieu Blâmont.

## Géographie
Le bailliage de Blâmont n’a pas beaucoup d’étendue en 1779. Il est borné au nord et à l'est par le comté de Réchicourt et quelques terres du temporel des évêques de Metz ; au sud la petite rivière de Plaine le sépare de la principauté de Salm ; le bailliage de Lunéville le resserre des autres côtés.

## Histoire
Le pays ou comté de Blâmont était connu sous le nom de Pagus-albinsis, en allemand Albechova. C’était une partie du Chaumontois et il avait beaucoup plus d’étendue qu’en 1779. Les seigneurs se qualifiaient sires de Blâmont, quelquefois comtes ou simplement seigneurs. La maison de Salm a possédé le Blâmontois, qui fut réuni à la Lorraine en 1499 par la cession d’Olry de Blâmont, évêque de Toul.
Le comté de Blâmont avait ses coutumes particulières, homologuées par lettres du duc Charles III du 19 mars 1596. Elles avaient été tellement négligées que les praticiens même des lieux les ignoraient. Par arrêt du conseil de Stanislas du 22 mars 1743, sur la requête du procureur général de la cour souveraine de Lorraine, sa majesté ordonna que ces coutumes seraient « suivies et observées dans ledit comté, en leurs dispositions ». Elles furent en conséquence enregistrées à la cour souveraine, au bailliage de Lunéville et à la prévôté de Blâmont. M. Charlot les imprima en 1747 et M. Thomas en 1761.

## Caractéristiques
Le bailliage est du présidial de Nancy pour les cas de l’édit. En 1779, son bailli est le baron de Lubert.
Dix localités sont régies par la coutume de Lorraine : Avricourt, Domêvre, Foulcrey, Vardenal, Grandseille, St. Martin, Montreux, la Grandhaye, St. Sauveur et Xousse.
Sur le plan religieux, les diocèses présents dans ce territoire sont ceux de Nancy et de Metz.
Dans ce bailliage, la mesure des grains est le resal ; celui de froment pese environ 190 livres, on le divise en huit bichets et il se mesure ras. L’« avoine comble » fait les quatorze boisseaux de Paris.

## Composition
Communautés qui sont dans ce bailliage en 1779 :
- Blâmont et dépendances
- Amenoncourt
- Avricourt (mi-parti avec les évêchés)
- Autrepierre
- Barbas
- Barville
- Blémerey
- Chazel
- Domêvre et l’abbaye de Domèvre
- Foucrey
- Frémonville
- Gogney et le fief des Salieres
- Gondrexon
- Grandseille et Vardenal
- Halloville (mi-parti avec les évêchés)
- Lintrey et la cense de Serol
- St. Martin-sur-Vezouze
- Montreux et le fief de la Grandhaye
- Raon-lès-l'eau
- Reillon
- Remoncourt et le fief de Bellecour
- Repas et le fief de Belmont St. Sauveur
- Xousse (mi-parti avec les évêchés)